# Ordre de bataille lors de la bataille de Berlin
Ce qui suit est l'ordre de bataille des forces militaires en présence lors de la bataille de Berlin, qui eut lieu du 16 avril au 2 mai 1945 lors de la Seconde Guerre mondiale.

## Union soviétique

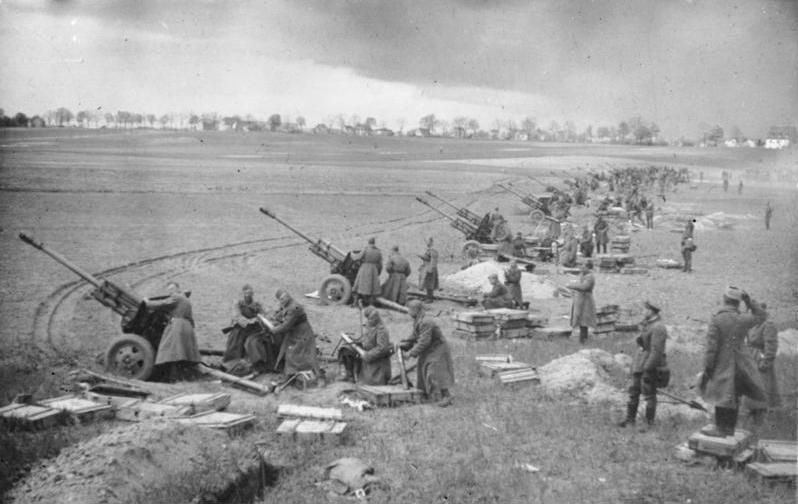
L'artillerie soviétique aux portes de Berlin.

Berlin est menacée puis encerclée par deux groupes d'armées soviétiques : ceux de Joukov (1er front biélorusse) et de Koniev (1er front ukrainien), avec en appui celui de Rokossovski (2e front biélorusse), que la récente prise de Königsberg vient juste d'occuper.
En partant du nord vers le sud, l'Armée rouge présente l'ordre de bataille suivant :
- 2e front biélorusse (maréchal Constantin Rokossovski) comprenant :
  - 2e armée de choc, colonel-général Ivan Fediouninski ;
  - 65e armée, colonel-général Pavel Batov ;
  - 70e armée (ru), colonel-général V. S. Popov ;
  - 49e armée, colonel-général I. T. Grishin ;
  - 19e armée, général-major Dmitri Kozlov ;
  - 5e armée blindée de la Garde ;
  - soutien aérien de la 4e armée aérienne du colonel-général K. K. Vershinin.

- 1er front biélorusse (maréchal Gueorgui Joukov) comprenant :
  - 61e armée, colonel-général P. A. Belov ;
  -  1re armée polonaise, lieutenant-général S. G. Poplowski ;
  - 47e armée ;
  - 3e armée de choc, colonel-général Vassili Kouznetsov ;
  - 5e armée de choc, colonel-général Nikolaï Berzarine ;
  - 8e armée de la Garde, colonel-général Vassili Tchouïkov ;
  - 69e armée (uk), colonel-général Vladimir Kolpaktchi ;
  - 33e armée, colonel-général V. D. Svotaev ;
  - 1re armée blindée de la Garde, colonel-général Mikhaïl Katoukov ;
  - 2e armée blindée de la Garde, colonel-général Semion Bogdanov ;
  - 3e armée, colonel-général A. V. Gorbatov ;
  - soutien aérien assuré par les 18e (ru) et 19e armées aériennes, lieutenant-colonel S. I. Rudenk et maréchal A. Y. Golovanov.

- 1er front ukrainien (maréchal Ivan Koniev) comprenant :
  - 3e armée de la Garde, colonel-général Vassili Gordov ;
  - 13e armée, colonel-général Nikolaï Poukhov ;
  - 5e armée de la Garde, colonel-général A. S. Jadov ;
  -  2e armée polonaise, lieutenant-général Karol Świerczewski ;
  - 52e armée, colonel-général K. A. Koroteïev ;
  - 3e armée blindée de la Garde, colonel-général Pavel Rybalko ;
  - 4e armée blindée de la Garde, colonel-général Dmitri Leliouchenko ;
  - 28e armée, lieutenant-général A. A. Lucinsky ;
  - 31e armée, lieutenant-général V. K. Baranov ;
  - soutien aérien assuré par la 2e armée aérienne (en), colonel-général S. A. Krasovsky.

Au total, ces trois groupes d'armées réunissaient :
- 2 500 000 hommes, dont 155 000 Polonais ;
- 6 250 chars et canons d'assaut ;
- 41 600 canons et mortiers ;
- 7 500 avions.

## Reichallemand

### Groupe d'armées Vistule
Le groupe d'armées Vistule est commandé par le Generaloberst Gotthard Heinrici et son chef d'état-major était le général Eberhard Kinzel (en).
Il dispose à peine de 750 chars et canons automoteurs, 744 canons et 600 pièces de DCA utilisées comme artillerie de campagne (en tout, deux jours de ravitaillement en munitions). Il comprend deux armées :
- 9e armée, du général Theodor Busse :
  - Ve corps SS (extrémité sud) ;
  - XIe corps SS ;
  - Panzerdivision Müncheberg ;
  - LVIe Panzer korps
  - 25e Panzergrenadier Division.

- 3. Panzerarmee, du général Hasso von Manteuffel, qui avait été dégarnie pour renforcer la 9e armée et était composée de troupes disparates et de second ordre : territoriaux âgés (notamment le bataillon 16/69 de la Volkssturm), quelques unités hongroises, plusieurs divisions de transfuges russes sous les ordres du général Andreï Vlassov. Plusieurs unités blindées indispensables à la tenue du front avaient été transférées par le général Hans Krebs vers l'armée de Schörner défendant Prague et le sud (groupe d'armées Centre).
  - XLVIe corps d'armée blindée, général Martin Gareis ;
  - 11e SS-Freiwilligen-Panzergrenadier-Division Nordland ;
  - 18e Panzergrenadier Division ;
  - 34e SS Panzergrenadier Division Nederland ;
  - Oder SS corps ;
  - XXXIIe corps[réf. nécessaire] ;
  - 3e Marine Sturm Division (infanterie de marine), positionnée à l'extrémité nord, à Swinemünde.

Par ailleurs, l'amiral Karl Dönitz a transféré une division de fusiliers marins, sous le commandement d'Heinrici. Lors d'une réunion au bunker d'Hitler, Dönitz a promis 25 000 marins, tout comme Hermann Göring a promis 100 000 soldats de la Luftwaffe en plus de sa 9e division de parachutistes (composée d'officiers d'administration, sans expérience du feu) et Heinrich Himmler 25 000 SS.

### Défense de Berlin à l'ouest
La 12e armée du général Walther Wenck devait défendre Berlin par l'ouest, sur le front de l'Elbe, indépendamment de l'armée de la Vistule.

### Groupe d'armées Centre
Commandé par le generalfeldmarshall Ferdinand Schörner.
- 4. Panzerarmee

### Garnison de Berlin

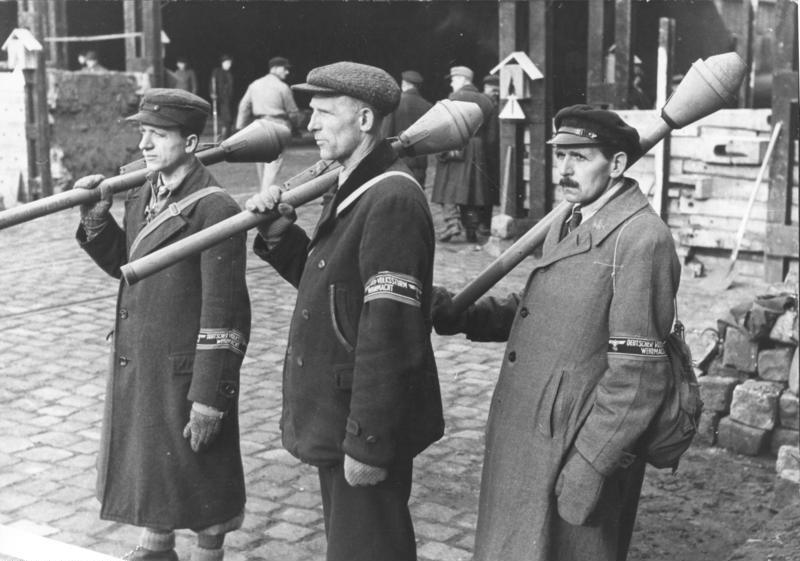
Membres du Volkssturm armés de Panzerfaust dans les rues de Berlin en mars 1945.

Au début avril 1945, les forces allemandes composant la garnison de Berlin aux ordres du général Reymann, commandant la « zone de défense du Grand Berlin », se limitent aux unités suivantes :
- 1re Flak-Division, installée dans trois grands tours de Flak : le Zoobunker du Tiergarten, le Humboldthain et le Friedrichshain ;
- neuf compagnies du Wacht-Regiment (« régiment de garde ») de la Panzergrenadier-Division Großdeutschland ;
- deux bataillons de gendarmerie (Feldgendarmerie) ;
- deux bataillons du génie militaire ;
- 20 bataillons du Volkssturm déjà créés et 20 autres en cours de formation. Ces unités hétéroclites d'une valeur combattante inégale, se répartissent alors en deux catégories :
  - la Volksturm.I, dont les membres sont équipés de quelques fusils et Panzerfausten ;
  - la Volksturm.II, totalement désarmée. Cette force de 60 000 volontaires se réduit, lors des combats, à quelques petits groupes de Hitlerjugend préposés à la lutte antichars, armés de panzerfaust capables de détruire un char T-34/85 soviétique, dont l'efficacité est redoutable entre dix et quinze mètres mais dont l'utilisation dans ces conditions signe presque obligatoirement l'arrêt de mort du servant de la pièce.
- Le bataillon Charlemagne dont les 363 SS français sont issus des restes de la division Charlemagne. Ce bataillon est rattaché au 11e SS-Freiwilligen-Panzergrenadier-Division Nordland.